# Heirate mich, Gauner!
Heirate mich, Gauner! ist ein 1964 entstandenes Filmlustspiel von William Dieterle, dessen letzte Kinoinszenierung dies war. In den Hauptrollen spielen Ginger Rogers, deren Mann William Marshall diesen Streifen produzierte, und Ray Milland. Bei der Uraufführung erwies sich der Film „als ein totales Desaster und wurde nach kürzester Zeit aus den Lichtspieltheatern zurückgezogen.“

## Handlung
Irgendwo in einem malerischen Ort namens Tolino im Süden Italiens. Hier geht die bei Puffmutter Madame Rinaldi ihren Dienst verrichtende Hure Pia Pacelli ihrer horizontalen Tätigkeit nach. Als sie eines Tages feststellen muss, dass sie ungewollt schwanger geworden ist, betet sie in den Ruinen der Dorfkirche zur Statue des Heiligen Joseph und bittet um Beistand. Anscheinend wird die Prostituierte erhört, denn der Heilige scheint zu ihr zu sprechen und lässt Pia sogar einige Goldmünzen zukommen. In Wahrheit aber steckt ein Dieb älteren Semesters namens Mario Forni hinter diesem „Wunder“. Der hat nämlich eine Schatzkarte erworben und ist hinter einem angeblich direkt hinter dem Altar verborgenen Goldschatz her.
Um Pia schnellstmöglich wieder loszuwerden, gaukelt ihr Mario dieses Wunder mit den Goldstücken vor, doch nun geschieht bald exakt das Gegenteil von dem, was er beabsichtigte: Das „Wunder“ spricht sich rasch herum, und in der kleinen Kirche kommt es zu einem durch die Dorfbewohner verursachten Menschenauflauf, der in zunehmendem Maße die Grabungen Marios stört und unterminiert. Jeder bittet nun den Heiligen Joseph, der ja offensichtlich tatsächlich zu den armen, kleinen Sündern zu sprechen scheint, und bittet um Hilfe oder gar Vergebung. Schließlich zerbröselt infolge eines Erdbebens die Statue und legt den Goldschatz für alle sichtbar offen: Der Heilige Joseph hat „gesprochen“ und ein „Wunder“ ist geschehen, das sogar den Stummen des Dorfs wieder zum Reden gebracht hat.

## Produktionsnotizen und Wissenswertes
Heirate mich, Gauner! entstand vom 1. April bis zum 14. Mai 1964 auf Jamaika, wo sich mit dem Marshall Productions Studio Kingston auch das Atelier befand. Der Film wurde von Victor Stoloff begonnen. Nachdem dieser vom Produzenten William Marshall, zugleich Ehemann von Ginger Rogers, entlassen worden war, stellte Dieterle das Werk fertig.
Die kaum beachtete Uraufführung fand 1965 an unbekanntem Ort statt. 1965 erschien eine Fernsehfassung unter dem Titel Quick, Let’s Get Married. 1971 wurde der Streifen in den USA mit dem neuen Verleihtitel Seven Different Ways herausgebracht. Dieser Streifen wurde nie in die deutschen Kinos gebracht und fand am 14. April 2001 seine Erstausstrahlung im deutschen Fernsehen (auf 3Sat).
Elliott Gould gab hier als stummer Dorfbewohner seinen Einstand in einem Kinofilm, die Schauspieler Barbara Eden (als Prostituierte in Not) und Michael Ansara (als der korrupte, aber reuige Bürgermeister) waren in Wirklichkeit miteinander verheiratet.
Für die Hauptdarsteller Rogers und Milland gab es hier ein Wiedersehen; beide Stars hatten bereits 1942 in Billy Wilders erster Hollywood-Regie Der Major und das Mädchen die Hauptrollen übernommen.

## Kritiken
Die Beurteilungen fielen verheerend aus. Nachfolgend drei Beispiele:
Der Movie & Video Guide schrieb: „Leicht zu verstehen, warum dieser Blindgänger so lange in der Ablage verstaubte“.
Halliwell’s Film Guide meinte: „Geradezu absonderlicher Mischmasch, der interessante Stars vergeudet“.

„Eine völlig misslungene Komödie.“